# Facility management
Facilities Management eller Facility Management (forkortet FM) er et engelsk hhv. amerikansk begreb, der er den samlende betegnelse for lederskab af faciliteter og herunder leverance af en given serviceydelse. Begrebet bruges primært i erhvervssammenhæng og er i høj grad en multidisciplinær profession. 
I 2018 udgav den internationale standardiseringsorganisation ISO Facility Management ISO 41001. Her defineres FM som: "Organisatorisk funktion, 
som integrerer mennesker, sted og proces inden for det byggede miljø med det formål at forbedre menneskers livskvalitet og produktiviteten i kerneforretningen" (dansk oversættelse).
Flere organisationer arbejder professionelt med FM og insourcer eller outsourcer afhængig af situationen. Kort sagt dækker begrebet over de funktioner, som understøtter en organisations kerneforretning. Håndbog for Facilities Management af Per Anker Jensen er den første danske lærebog i Facilities Management/Facility Management. Her omtales "FM´s 5 finger plan" som er de 5 delfunktioner som typisk udgør en større FM organisation. De 5 arbejdsområder er: investering og strategi, administration,  space management, drift og vedligehold, service management. Eksempler på FM-services er rengøring, IT, reception, køkken, logistik, posthåndtering, grøn pleje og bygningsvedligehold. 
En retning inden for Facilities Management er bl.a. Total Infrastruktur og Facilities Management (TIFM).
Hvis man vil vide mere om Facilities Management er der hjælp at hente hos de tre nedenstående brancheforeninger. Der findes også en voksende mængde forskning som bl.a. formidles via Forskningsportalen.